# BSFOCS

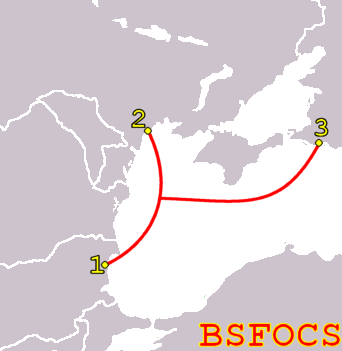
Схема маршруту кабелю

BSFOCS (англ. Black Sea Fibre Optic Cable System, Чорноморський волоконно-оптичний кабель) — підводний телекомунікаційний кабель, який з’єднує три країни із виходом до Чорного моря. Довжина — 1.300 км. Введений в експлуатацію у вересні 2001, загальна пропускна здатність — 20 Гбіт/с.
Сполучає такі міста:
1. Варна, Болгарія
2. Одеса, Україна
3. Новоросійськ, Росія